# Argonemertes stocki
O Argonemertes stocki é uma espécie de verme nemerteano da família Prosorhochmidae endémica da Austrália e conhecida apenas por um espécime encontrado em 1972 no Parque Nacional da Nova Inglaterra, em New South Wales. Foi encontrado sob um tronco na floresta de esclerofila seca. Está ameaçado por espécies de plantas invasoras e incêndios florestais.